# Złote binokle
Złote binokle (ang. The Adventure of the Golden Pince-Nez) – opowiadanie Arthura Conana Doyle’a o przygodach Sherlocka Holmesa, opublikowane po raz pierwszy w „The Strand Magazine” (lipiec 1904, ilustracje Sidney Paget), później w „Collier’s Weekly” (październik 1904, ilustracje Frederic Dorr Steele), następnie w zbiorze Powrót Sherlocka Holmesa w marcu 1905.
Znane też jako Złote pince-nez i Tajemnica złotego pince-nez.
W gabinecie badacza starodawnych manuskryptów schorowanego profesora Corama ginie jego sekretarz Willoughby Smith. Zabójczy cios zadano w szyję nożykiem do otwierania listów, leżącym na biurku profesora. Zabity ściskał w rękach złote binokle. Według zeznania pokojówki ostatnie słowa Smitha brzmiały: professor, it was she (profesorze - to była ona).
Sherlock Holmes z oględzin binokli wnosi, że nosząca je kobieta musi cierpieć na krótkowzroczność, ma oczy wąsko osadzone, szeroki nos, a sądząc po złotej oprawie jest zapewne elegancko ubrana. W biurku koło dziurki od klucza widać świeże zadrapania, ochmistrzyni twierdzi, że poprzedniego dnia powierzchnia była gładka.
Profesor lekceważąco traktuje relację pokojówki: to wiejska dziewucha, a ludzie jej pokroju są ograniczeni, Smith na pewno mruczał coś bez związku, a ona to jeszcze poplątała. Jego zdaniem Smith popełnił samobójstwo, a okulary są bez znaczenia. Zaprzecza, aby z biurka cokolwiek zaginęło.
Ekranizacje:
- 1922 w roli Holmesa Eille Norwood[1]
- 1994 w serialu produkcji Granada TV, Holmes Jeremy Brett[2]. Do fabuły dodano wątek sufrażystek, a zamiast Watsona jest brat detektywa Mycroft Holmes (Charles Gray).